# Петропавловска духовна семинария
Петропавловската духовната семинария е средно духовно училище (семинария), функционирало през периода на Възраждането и първите години след Освобождението.
Намирало се е в Лясковския манастиир св. апостоли Петър и Павел“ (Петропавловски манастир) край Лясковец.

## Предистория
Идеята за богословско училище в старопрестолния град е актуализирана през периода 1859 – 1860 г. Инициативата тръгва от членовете на Търновската градска община, подета е от цялото гражданство и намира формалната подкрепа на тогавашния владика-грък епископ Григорий. На 21 май 1859 г. е свикано общо събрание, по време на което е съставен съвет към Митрополията. Въпросите, които основно са разисквани, са в следните направления:
- осигуряване на сграда – Старата митрополия в Долната махала или в Къпиновския манастир;
- набавяне на средства – постоянна помощ от Митрополията и от щедростта на отделни благодетели;
- управител – да се покани авторитетният архимандрит Неофит Рилски.

Гражданите подготвят прошение до владиката за учредяване на духовно училище. Още в края на 1859 г. инициативата набира скорост. Лична е подкрепата на епископ Григорий, който обещава да осигури 3000 гроша за бъдещото духовно училище и 1000 гроша за градските училища. X. Димитър х. Ничов дава още 1000 гроша.
На 15 декември 1859 г. епископ Григорий изпраща:
- специално окръжно послание из цялата Търновска епархия за материално подпомагане на начинанието;
- протест на Търновската епархия до Цариградската патриаршия и патриарха, че провежда антибългарска политика, както и жалба до Високата порта. Подписан е от свещениците от Търново, Габрово, Дряново, Елена, Лясковец и Горна Оряховица, най-отдолу стои подписът на владиката-грък.

В началото на 1860 г. габровският учител Цветко Недев Самарджиев, близък на архимандрит Йосиф Соколски, се обръща към него с писмо, с което го моли да даде съгласието си за ректор на бъдещата духовна семинария.
Взето е решение духовната семинария да се помещава в манастира „Св. св. Петър и Павел“ край Търново.
През 1870-те години ситуацията в духовния живот на българите коренно се променя. След продължителни борби за църковна независимост вече се обособява Българска екзархия и български владици са назначени сред българското население. Затова реализацията на проекта е в ръцете на Епархийския съвет, оглавяван от архимандрит Стефан Хаджирадков. А зад него стои новоназначеният митрополит Иларион Макариополски.

## История на училището
През 1874 г. Духовната семинария е вече факт, а неин първи ректор е Недьо Жеков. На 11 май 1874 г. е освещаването на семинарията и тя започва да функционира незабавно.
Първият етап от работата на Духовната семинария обхваща времето от май 1874 г. до пролетта на 1877 г. – началото на Руско-турската война.
Своята дейност Духовната семинария започва с 24 ученици. Идеята е да се обучават и частни възпитаници. Недьо Жеков започва своята дейност в Семинарията доста амбициозно. Изготвя програма с широк профил, в която наред с тясно специализираното богословско обучение е предвидено и светско, хуманитарно образование. Създадена е библиотека към Семинарията. Учредено е Ученическо дружество с философско-популяризиращи цели, взело за емблема античната максима „Познай себе си.“
През 1874 г. митрополит Иларион Макариополски посещава Търново и обръща специално внимание за дейността на Семинарията. Това е последното му посещение, защото на 4 юни 1875 г. митрополитът умира. Учениците от първите випуски успешно се реализират, но войната прекъсва дейността на училището.
От есента на 1878 г. – след края на Руско-турската война, започва вторият етап от дейността на духовното училище. Грижа за него има управляващият отдела за просвета към екипа на княз Черказки, проф. Марин Дринов. Със заповед от 28 септември 1878 г. той назначава за управител епископ Климент Браницки. На освещаването произнася встъпителна реч: „Откривам първия лъчезарен храм за българската духовна наука и с най-гореща сърдечност призовавам Божията благодат за неговия, от този отреден час нататък, редовен вървеж и процъфтяване.“
Епископ Климент успява да издейства отпускане на 25 000 рубли от княз Дондуков-Корасков при неговото посещение през 1879 г. Привлича за преподаватели учителите Никифор Попконстантинов, Трайко Китанчев, Илия Христович.
Учениците се вдигат на стачка, недоволни от храната и учителите. Това подбужда епископ Климент да напусне длъжността на ректор в началото на 1881 г. След неговото оттегляне работа започват видни личности като Петър Икономов, проф. Васил Златарски, Моско Москов, Петър Пешев, Ефрем Попхристов, проф. Беню Цонев, акад. Юрдан Трифонов, Евстати Георгиев и др.

## Идея за възстановяване
Днес великотърновският митрополит Григорий работи за изграждане на семинария в старата столица.
Вече е определено мястото, на което ще се намира училището. То се намира в двора на старата митрополия, в близост до Царевец. Богословското училище ще носи името на свети патриарх Евтимий и ще е наследник на старата Петропавловска семинария.
Идеята е в учебното заведение да се обучават младежи от цяла България, които да имат и възможност да продължат висшето си образование във Великотърновския университет „Св. св. Кирил и Методий“.
Предвижда се сградата да е с пансион за 100 ученици. Великотърновският архитект Пламен Цанев работи по проекта на бъдещата семинария. Изграждането на обекта ще стане със средства от дарения. По предварителни разчети ще са необходими около 1 млн. лева.